# توماس جي. روز
توماس جي. روز (16 مارس 1901 في المملكة المتحدة - 8 أغسطس 1979 في المملكة المتحدة) (بالإنجليزية: Thomas G. Rose)‏ هو لاعب كريكت بريطاني وبريطاني (وحمل سابقاً جنسية المملكة المتحدة لبريطانيا العظمى وأيرلندا). لعب مع نادي مقاطعة ورسسترشاير للكريكيت ‏.

## وصلات خارجية
- توماس جي. روز على موقع إي آس بي آن كريك إنفو (الإنجليزية)